# 沖禎介

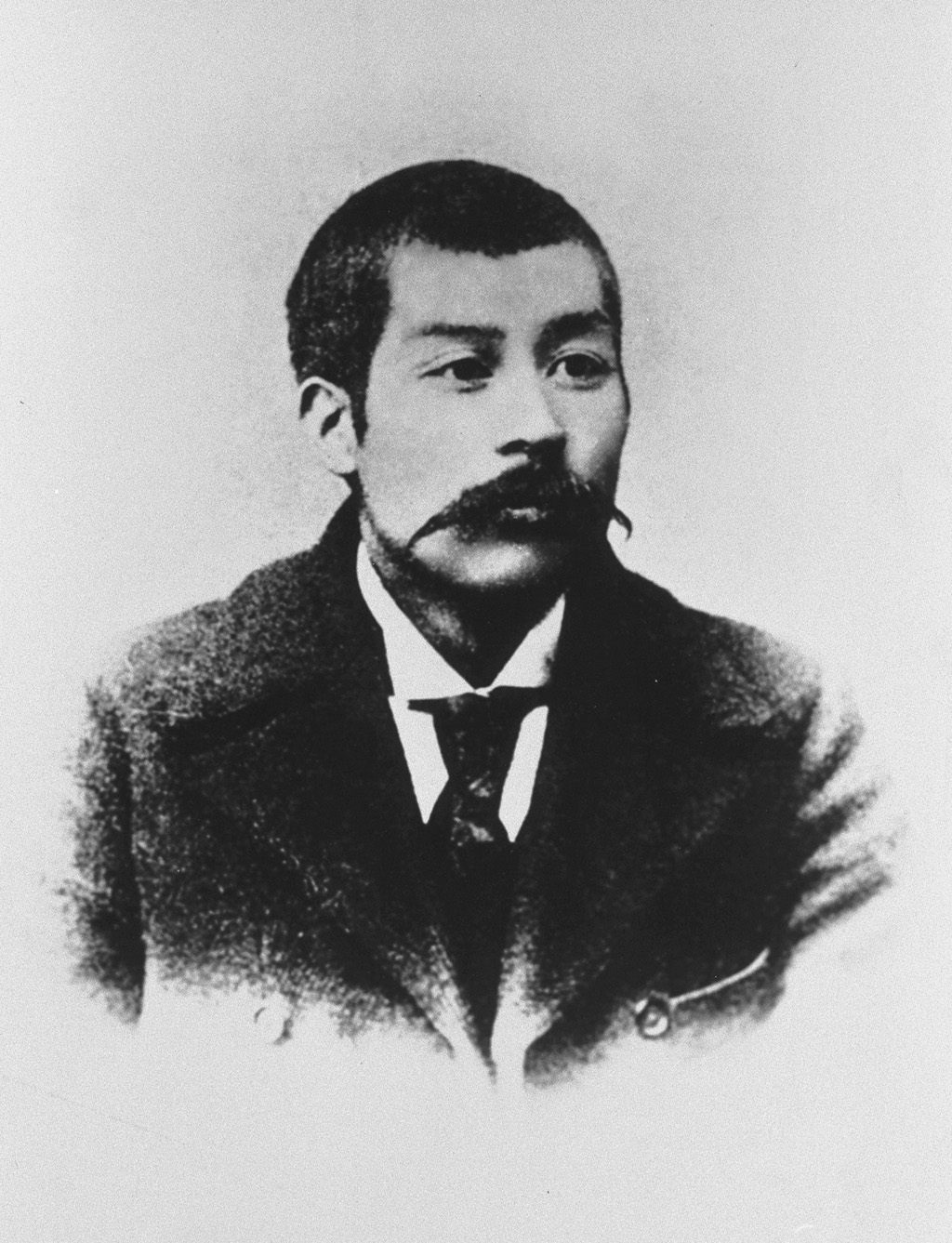
沖禎介

沖 禎介（おき ていすけ、1874年（明治7年）6月8日 - 1904年（明治37年）4月21日）は、明治期の諜報活動家（スパイ）。長崎県平戸市出身。

## 経歴
東京専門学校（現在の早稲田大学）中退後、横浜で貿易業に従事。1901年（明治34年）に中国に渡り、北京の東文学社の教師となる。1903年（明治36年）には文明学社を設立した。
1904年（明治37年）、日露戦争開戦に際しては民間人ながら陸軍の特務機関に協力し、ロシア軍の輸送路破壊工作に従事する。横川省三とともにラマ僧に変装して満州に潜伏しているところをロシア兵に捕獲され、ハルピン郊外で処刑される。
処刑に際して当初は絞首刑を予定されていたが、彼らの態度が立派だったため現地の司令官がロシア皇帝ニコライ2世に請願し、銃殺刑に変更されたと言われている。墓所は青山霊園(1イ1-41)。
大正13年（1924年）、従五位を追贈された。

## その他
- 映画『二百三高地』（昭和55年東映製作 舛田利雄監督）は、横川と沖の処刑シーンから始まる。横川を早川純一、沖を村井国夫が演じた。テレビ版にも流用されている（ノンクレジット）。
- 1915年、禎介の父親である沖荘蔵は、早逝した禎介のために沖図書館を建設し沖禎介記念文庫を長崎県平戸市に創設した[3]。1949年に沖記念図書館から当時の平戸町立図書館に14500点余の蔵書が寄贈された。2022年現在、平戸市立平戸図書館には、沖が所有していた図書・資料約8000点が現存し所蔵されている。平戸図書館では一部をデジタル化し、平戸図書館のサイト内「郷土デジタル」で公開している[4][5]。
- ロシア軍に捕らえられ、裁判にかけられた際、検察官は絞首刑を求刑したが、「どうか軍人に対する礼をもって、銃殺刑に処していただきたい」と横川と共に嘆願し、上述のような経緯により銃殺刑によって処せられることとなった。銃殺刑の判決を聞いた二人は満足そうに笑みを浮かべ、裁判長と法務官に深々と一礼したという。執行当日、死刑執行官は、射撃手に「射撃用意」と命じ、その後「愛をもって撃て」と付け加えた。尊敬すべき二人の日本人が苦しまないように、正しく心臓を狙えということである。二人は最期に「天皇陛下万歳」と叫び、刑場に露と消えた[6]。